# Anachlysictis
Anachlysictis es un género extinto de mamífero carnívoro perteneciente al grupo de los Sparassodonta, metaterios emparentados con los actuales marsupiales, que habitaron Suramérica en el Cenozoico. A diferencia de otros restos asignados a la familia Thylacosmilidae (grupo de marsupiales depredadores dotados de "dientes de sable") que se habían encontrado hasta su descubrimiento, Anachlysictis es el primer registro de este tipo de borhienoideos en el norte de Suramérica, y también el más primitivo y antiguo de la familia (y de hecho, el primer registro confirmado que no pertenecía al género Thylacosmilus hasta la publicación oficial de Patagosmilus en 2010). Esta especie (cuyo nombre de género proviene del griego [a]na, "hacia" y Achlysictis, un sinónimo más moderno de Thylacosmilus; el específico, gracilis, "grácil", por su pequeño tamaño) fue hallada en la formación Villavieja en la zona de La Venta en Colombia, un conocido yacimiento fósil de mediados del Mioceno, basándose en unos fragmentos que incluyen una porción anterior de la mandíbula inferior, con un incipiente diente molar carnasial y un trozo de la bóveda craneal.
Anachlysictis, a diferencia de su pariente mejor conocido, Thylacosmilus, era más pequeño, con un peso cercano a los 18 kilogramos, y las características de especialización estaban menos desarrolladas, como los rebordes en la mandíbula inferior para ajustar los colmillos (por lo que los caninos tampoco eran tan largos, en términos de proporciones), y también carecía del reborde de la cuenca ocular que caracterizaba a su pariente tardío, lo que daría a su cráneo un perfil más aplanado. Por lo demás puede suponerse que su anatomía general no estaba tan especializada como la de sus parientes posteriores, pero ya poseía dientes carnasiales para procesar más efectivamente la carne y colmillos aplanados, localizados justo debajo de la nariz, sin ser transversalmente redondeados como en otros mamíferos carnívoros no especializados, mientras que la zona de alojamiento del músculo masetero (que interviene en los movimientos de la mandíbula) ya estaba reducida. Esto se debe a que, como en otros depredadores "dientes de sable" más derivados, como Thylacosmilus y el felino Smilodon, este músculo se reduce, lo que deja más espacio a la articulación de la mandíbula para que aumente su ángulo de apertura, lo que si bien afecta la potencia mandibular se encuentra compensado puesto que no necesitan una impresionante fuerza de mordida para usar sus colmillos, ya que dejan que los bien desarrollados músculos del cuello se encarguen de hacer bajar el cráneo y así poder atravesar los colmillos a través de la carne de sus presas.
Cabe destacar que hasta su descubrimiento se suponía que Thylacosmilus era un pariente cercano de la familia Borhyaenidae, o incluso un miembro especializado de la misma, habiendo surgido a fines del Mioceno; las características más primitivas de Anachlysictis y su edad hacen pensar en un origen muy anterior de los tilacosmílidos, en la base de la superfamilia Borhyaenoidea, cuya monofilia está pendiente de revisión. De hecho, el patrón de los molares de Anachlysictis resulta muy similar al del poco conocido metaterio Hondadelphys, también procedente de la zona de La Venta y antes tenido como una especie inusual de zarigüeya y actualmente considerado como miembro primitivo de los esparasodontos, por lo que Hondadelphys bien podría representar el clado hermano de los tilacosmílidos.